# 천 (불교)

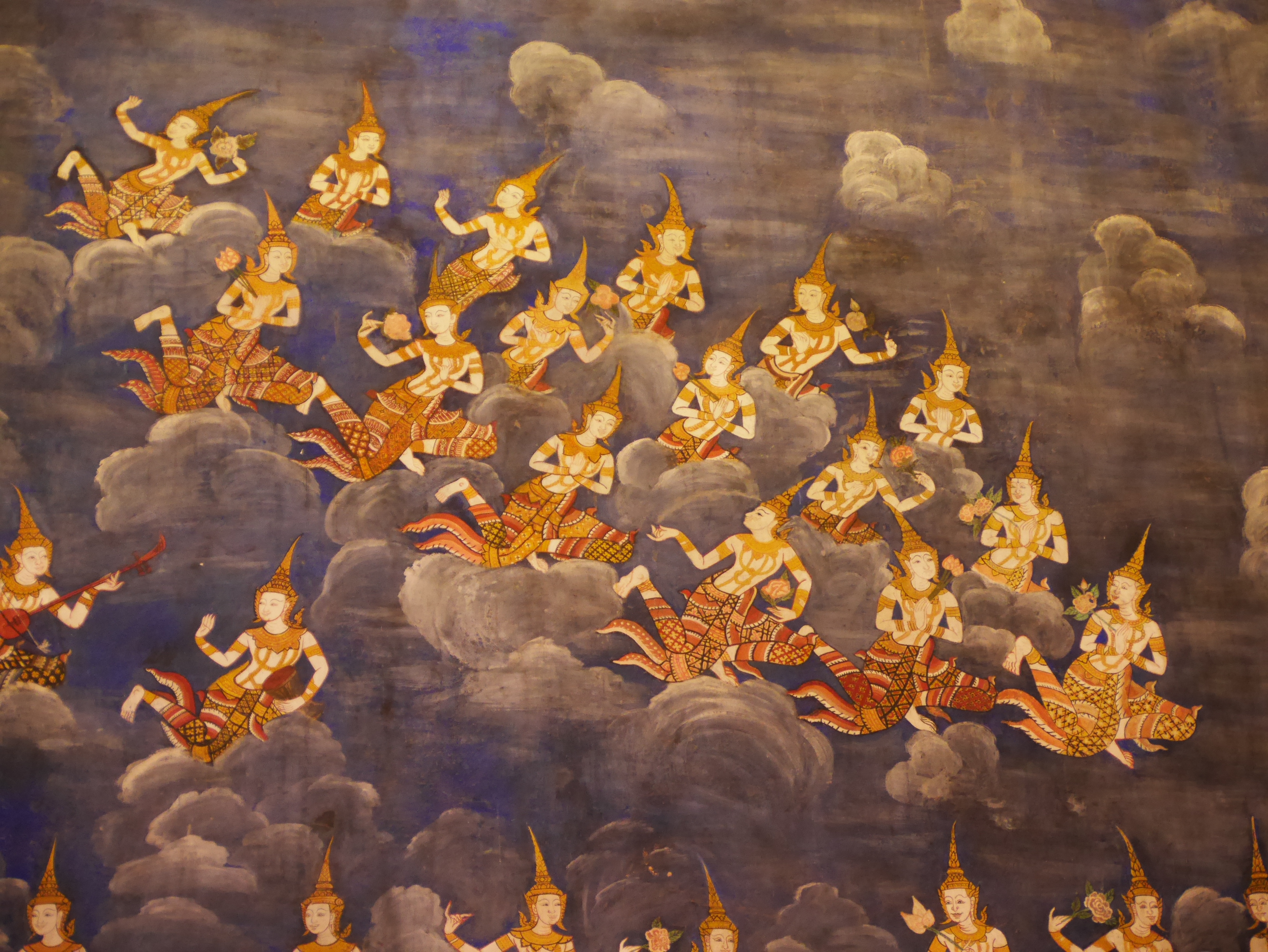

천(天)은 산스크리트어 데바(deva)의 번역어로 불교의 천신들을 가리킨다. 데바는 4천왕이나 제석천 그리고 이들이 이끄는 무리들과 같이 불교의 신이라고 불리는 천상의 유정들 또는 신적인 존재들을 뜻하기도 하며 또한 이 유정들이 살고 있는 처소, 즉 기세간으로서의 하늘[天] 즉 천계(天界)를 뜻하기도 한다. 이에 비해 데바로카(deva-loka)에서 로카(loka)는 공간(空間) 또는 세계(世界)를 뜻하고 따라서 데바로카는 천상의 유정들이 거주하는 기세간으로서의 천계를 뜻한다.
엄밀히 정의하자면, 기세간으로서의 천(天), 즉 하늘 또는 천계(天界)는 5취(五趣)의 천취(天趣) 또는 6도(六道)의 천상도(天上道)에 존재하는 여러 처소 또는 세계를 말한다. 그리고, 천상의 유정으로서의 천(天)은 천상도에 태어나 살고 있는 유정들을 말한다. 예를 들어, 6욕천(六欲天)이라는 낱말은 한편으로서는 천상도에 속하는 '욕계에 존재하는 여섯 하늘'을 가리키기도 하지만, 다른 한편으로는 이 여섯 하늘에 거주하는 유정들을 가리키기도 한다.
기세간으로서의 천(天)에는 욕계의 하늘과 색계의 하늘 그리고 무색계의 하늘이 있다. 그리고 이 모든 세계들 즉 하늘들에 거주하는 유정들을 천(天) 또는 신(神)이라고 하며 또한 낙천(樂天) · 비천(飛天) · 천부(天部) · 천신(天神) · 천인(天人) 또는 천중(天衆)이라고도 하며, 음역하여 제바(提婆, 산스크리트어: deva, 데바)라고도 한다.
남성 천인(天人)을 남천(男天) 또는 천남(天男)이라고 하는데 둘 다 산스크리트어 데바(deva)의 의역어이다. 여성 천인을 여천(女天) 또는 천녀(天女)라고 하는데 둘 다 산스크리트어 데비(devī)의 의역어이다. 불교의 우주론에 따르면, 색계 이상의 하늘에서는 음욕(淫欲)이 없어서 남녀의 차별상[相]이 없기 때문에 남천(천남)과 여천(천녀)의 구별이 존재하지 않는다.

## 같이 보기
- 보살
- 부처
- 신불습합